# NGC 174
NGC 174 este o galaxie posibil spirală, spirală barată sau lenticulară, situată în constelația Sculptorul. A fost descoperită în 27 septembrie 1834 de către John Herschel.